# Ato Boldon
Ato Boldon, trinidaški atlet, * 30. december 1973, Port of Spain, Trinidad. 
Boldon je v šprintu na 100 in 200 m osvojil po štiri medalje na olimpijskih igrah in svetovnih prvenstvih. Na olimpijskih igrah je nastopil štirikrat, leta 2000 je v Sydneyju osvojil srebrno medaljo na 100 m in bronasto na 200 m, leta 1996 v Atlanti pa bronasti medalji v istih disciplinah. Svoj edini naslov svetovnega prvaka le osvojil na prvenstvu leta 1997 v Atenah na 200 m, leta 2001 je v Edmontonu osvojil srebrno medaljo v štafeti 4 × 100 m in bronasto na 100 m, leta 1995 v Göteborgu pa bronasto na 100 m. Svoja osebna rekorda je dosegel leta 1999 v Lausanni z 9,86 s na 100 m in leta 1997 v Stuttgartu z 19,77 s na 200 m, oba dosežka sta državna rekorda.